# Sant Pol (la Bisbal d'Empordà)
|  | Per a altres significats, vegeu «Església de Sant Pol de la Bisbal». |

Sant Pol és una entitat de població del municipi de la Bisbal d'Empordà, al Baix Empordà. La població és al massís de les Gavarres, en zona declarada d'interès natural; aquest fet ha contribuït a preservar l'autenticitat i la genuïnitat del poble com a element integrat en el paisatge rural.
El nucli del poble està format per poc més d'una desena de masos de pedra edificats al voltant de la seva mil·lenària església romànica, però a la rodalia del poble hi ha masos aïllats com el mas Puignau, cal Gallaret, can Secot, can Rafalet, mas Ribot, ca l'Avellí, etc.
El seu nom equival a Pau, que prové del llatí Paulus. L'accés principal el té des de la GI 660, la carretera del coll de la Ganga que segueix part del traçat de l'època romana que duia a la costa. El veïnat de Sant Pol, antic barri pagès de la Bisbal, és esmentat ja l'any 904 com un vilar anomenat "villare Perductus", pertanyent al bisbat de Girona. La seva església es va construir i consagrar una mica més tard i no va dependre mai de la jurisdicció eclesiàstica del rector de la Bisbal doncs formava parròquia independent.
La propietat episcopal sobre aquesta contrada va fer que els tres nuclis, possessió feudal dels bisbes gironins fins entrat el segle xi, la Bisbal, Fonteta i Sant Pol, romanguessin durant segles units com un tot. La seva estructura va ser, en els seus inicis, la pròpia d'un hàbitat de tipus disseminat, més o menys aglutinat cadascun per les esglésies respectives que n'eren els nexes d'unió civil i religiós.
La població de dret actual de Sant Pol és de 9 persones al nucli i 20 als masos del voltant. El rústic conjunt està format per un conjunt de cases a l'entorn de l'església i un reduït nombre de masies, habitades tot l'any en alguns casos, o els caps de setmana i vacances en d'altres.
L'església de Sant Pol, d'estil romànic, es va bastir al segle xi. El campanar d'espadanya és un tipus de construcció del segle xviii que també s'anomena popularment de "cadireta" i fins a l'any 1936 hi tenia tres campanes grans. Fa pocs anys ha estat totalment restaurada, i a la façana hi han reproduït l'esgrafiat que s'hi feu al segle xviii i que corresponia als gustos del període del Barroc.